# NewB
NewB is een Belgische coöperatieve voor ethisch en duurzaam bankieren gevestigd in Sint-Joost-ten-Node in Brussel met 116.802 individuele coöperanten, 351 middenveldorganisaties en 11 institutionele investeerders. Elke mede-eigenaar beschikt over één stem op de algemene vergadering. De coöperatie ijvert voor een financiële wereld met dertien coöperatieve waarden: transparantie, participatie, duurzaamheid, eerlijkheid, eenvoud, soberheid, inclusie, innovatie, professionaliteit, veiligheid, integratie, diversiteit en nabijheid. Deze waarden zijn verankerd in een sociaal en milieuhandvest en worden bewaakt door een onafhankelijk door coöperanten verkozen Maatschappelijk Comité.

## Geschiedenis
In 2020 ontwikkelde NewB bancaire activiteiten maar moest haar banklicentie in 2023 inleveren en vervelde tot het bank- en investeringsagentschap van vdk bank voor met name de Franstalige markt. De coöperatie biedt als direct writer vanuit de Ravensteingalerij in Brussel en via internet particuliere verzekeringen aan aan haar coöperanten en andere klanten.

### Oprichting
Op 6 mei 2011 richtten 24 organisaties NewB op als Europese coöperatieve vennootschap (SCE) uit onvrede met de grootschalige Belgische staatssteun aan private banken tijdens de kredietcrisis. De coöperatie werd NewB gedoopt als een Newbie in het banklandschap. In 2013 werd de werving van coöperanten gestart, een week later bleken meer dan 26.000 mensen bereid tot de aankoop van een aandeel van 20 euro.
In 2016 werd GoodPay gelanceerd, een duurzame prepaid betaalkaart waarbij 5 eurocent per betalingsverrichting naar een zelfgekozen goed doel ging. Deze betaalkaart werkte met MasterCard en was een samenwerking met Prepaid Financial Services. Kort daarna ging NewB in zee met Monceau-Assurances, een Franse coöperatieve verzekeringsmaatschappij die sinds 2018 voor NewB auto-, fiets- en woningverzekeringen aanbiedt.
Eind 2019 werd er tijdens een korte publiciteitscampagne bijkomend geld opgehaald met het oog op het verkrijgen van een banklicentie. De 52.000 coöperanten werden aangesproken, maar ook het brede publiek via onder meer de sociale media, lokale evenementen, infobijeenkomsten in zaaltjes en een affichecampagne in Belgische treinstations. Het aantal NewB-coöperanten verdubbelde daardoor ruim, een coöperant deed een gemiddelde investering van 572 euro. Franstalige overheidsorganisaties, universiteiten en enkele Waalse bedrijven droegen grotere bedragen bij, het merendeel van het benodigde kapitaal werd bij individuele burgers opgehaald: er werd 35 miljoen euro bijeengebracht om de feitelijke oprichting van de bank te kunnen financieren.

### Bankopbouw
Op 21 januari 2020 kreeg NewB een licentie van de Nationale Bank van België en op 31 januari van de Europese Centrale Bank, waarna de coöperatie zich voorbereidde om tegen de zomer kortetermijnkredieten, zicht- en spaarrekeningen aan te bieden. Eind maart maakte Tom Olinger bekend dat hij enkele maanden later zou stoppen als CEO van de bank in wording. In juni bleek dat de bank haar opstart tijdens de coronapandemie om operationele redenen diende uit te stellen tot het einde van het jaar.
In november 2020 verkoos de algemene vergadering Thierry Smets als nieuwe CEO. Vanaf dat moment konden de eerste coöperanten zich melden voor het openen van bankrekeningen. Nieuw is ook dat de rekeninghouder zelf bepaalt hoeveel deze maandelijks bijdraagt voor de kosten van het aanhouden van een zicht- of spaarrekening. Dit was het resultaat van een enquête waaruit bleek dat het merendeel van de coöperanten er een extra bedrag voor over heeft zodat ook minder vermogende klanten een goedkope rekening kunnen openen.
Midden april 2021 werden de rekeningen samen met de groene kredieten ook toegankelijk voor particuliere niet-coöperanten. Op 30 juni werd Goodpay stopgezet met oog de invoering van de NewB-betaalkaart, die na een stapsgewijze lancering in september werd aangeboden aan het grote publiek. NewB combineert via hetzelfde pasje de diensten van Bancontact en Visa Debit en hanteert net zoals voor de rekeningen het solidair prijssysteem.

### Bankafbouw
Op de algemene ledenvergadering van 11 juni 2022 werd duidelijk dat de jonge bank problemen zou ondervinden met het zoeken naar een snelle kapitaalverhoging. Toezichthouder Nationale Bank van België had eerder aangedrongen om tegen 1 oktober 2022 40 miljoen euro vers geld te vinden om een stresstest te kunnen doorstaan. De audit-commissaris en beleggingsmaatschappijen die bij de start reeds als coöperant hadden geïnvesteerd in NewB, lieten verstaan dat zij geen vertrouwen meer hadden in de leefbaarheid van de bank, wanneer slechts een zesde deel van de bijna 120.000 coöperanten ook zicht- en spaarrekeningen had geopend, waardoor het zakencijfer veel lager bleef dan aanvankelijk begroot. Op 1 oktober moest de leiding van NewB meedelen dat de gestelde kapitaalverhoging niet was gehaald en startten besprekingen met de toezichthouder over de toekomst van de bank.
De bijzondere algemene vergadering van zaterdag 26 november 2022 werd daags ervoor geschorst op bevel van de voorzitter van de Franstalige Ondernemingsrechtbank van Brussel, handelend op eenzijdig verzoek van twee institutionele investeerders. In dit vonnis werd professor en bedrijfsrevisor Michel De Wolf als voorlopig bewindvoerder aangesteld ter vervanging van NewB's bestuur. Op dinsdag 29 november werd het bestuur hersteld in zijn bevoegdheden en kreeg dhr. De Wolf van de rechtbank de opdracht om een algemene vergadering te organiseren waarin de coöperanten zich kunnen uitspreken over de toekomst van NewB, in het bijzonder over het akkoord, gesloten op 23 november, om samen te werken met de vdk bank, met hoofdkantoor in Gent. Vanaf die datum begon de afbouw van de organisatie in overleg met de toezichthouders en vdk bank. 
Op 1 april 2023 verviel de banklicentie, de zicht- en spaarrekeningen werden getransfereerd naar rekeningen van vdk bank. NewB's redelijk succesvol presterende beleggingsfondsen blijven onder die naam verhandelbaar bij deze bank. Eind 2022 waren coöperatieve deelbewijzen 2,78 euro waard (intekenprijs 20 euro).